# La vita nelle tue mani
La vita nelle tue mani (Ich suche dich) è un film del 1956 diretto da O. W. Fischer.